# Geschiedenis van internationale betrekkingen
De geschiedenis van internationale betrekkingen gaat terug tot duizenden jaren geleden. Daarnaast is het een vakgebied binnen de geschiedwetenschap.

## Geschiedenis

### Vroege internationale betrekkingen
Historici Barry Buzan en Richard Little stellen bijvoorbeeld dat 'internationale' interactie vanaf 3.500 v.Chr. begon met de contacten tussen Soemerische stadstaten. Sinds de periode van de Han-dynastie (206 v.Chr. - 220 na Chr.) vonden via de zijderoute veel internationale contacten plaats tussen (Oost-)Azië enerzijds en Europa en het Midden-Oosten anderzijds. Het belang van deze handelsroute verminderde in de middeleeuwen, toen vervoer steeds meer over water ging.
Al in de oudheid werden diplomatieke relaties onderhouden door het uitwisselen van gezanten, wat ook in de middeleeuwen werd voortgezet. In de middeleeuwen was de organisatie van politieke autoriteit gebaseerd op een vaag hiërarchische religieuze orde.
De Griekse historicus Thucydides (ca. 460–395 v.Chr.) wordt wel gezien als de eerste 'wetenschapper' die aandacht schonk aan internationale betrekkingen. 

### 'Moderne' betrekkingen

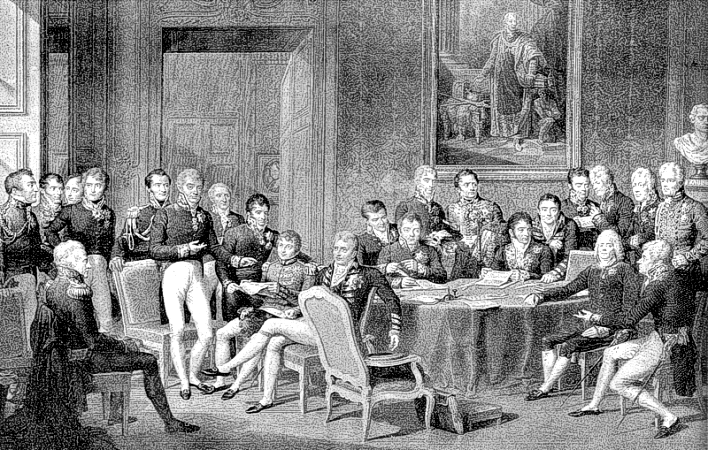
Congres van Wenen (1815).

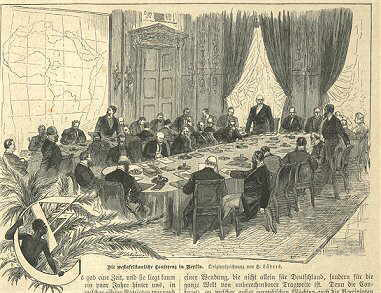
Conferentie van Berlijn (1884-1885).

De geschiedenis van internationale betrekkingen gebaseerd op soevereine staten en andere soorten zijn vaak herleid tot de Vrede van Westfalen van 1648, een mijlpaal in de ontwikkeling van het systeem van het moderne statenstelsel.  In tegenstelling tot wat algemeen aangenomen is, belichaamde 'Westfalen' nog steeds systemen van gelaagde soevereiniteit, vooral binnen het Heilige Roomse Rijk. Meer nog dan de Vrede van Westfalen, wordt het Verdrag van Utrecht (1713) beschouwd als een nieuwe norm waarbij vorsten geen interne gelijken hadden binnen een bepaald grondgebied en geen externe superieuren als hun ultieme autoriteit binnen hun grondgebied van soevereine grenzen.
De eeuwen van ongeveer 1500 tot 1789 zagen de opkomst van de onafhankelijke en soevereine staten, en de institutionalisering van diplomatie en legers. De Franse Revolutie voegde hieraan toe het nieuwe idee dat niet vorsten of een oligarchie, maar de burgerij van een staat, gedefinieerd als de natie, als soeverein moet optreden. Zo'n staat zou vandaar een natiestaat (in tegenstelling tot een monarchie of een theocratie) worden genoemd. De term republiek werd hiervan steeds meer het synoniem. In reactie op het Franse republikeinse concept ontwikkelde onder andere Duitsland een alternatief model van de natiestaat, dat in plaats van de soevereiniteit van de burgerij, de vorsten en de adel behield, maar het natiestaat-concept in etnisch-taalkundige termen definieerde. Iedereen die eenzelfde taal sprak, zou tot eenzelfde staat moeten behoren.
Na het Congres van Wenen (1815) ontstond het model dat wel het Concert van Europa genoemd wordt. Dit systeem van soevereine gelijkheid van staten werd geëxporteerd naar de Amerika's, Afrika en Azië via kolonialisme en de imperialistische 'beschavingsmissie'. Het eigentijdse internationale systeem werd uiteindelijk vastgesteld door dekolonisatie tijdens de Koude Oorlog. Niettemin is dit wat kort door de bocht, er zijn nog steeds landen die een 'premodern' statensysteem gebruiken.
In de negentiende en twintigste eeuw droegen respectievelijk de stromingen van liberalisme en marxisme bij aan aandacht voor internationale betrekkingen. Er kwamen verschillende conferenties en samenwerkingsverbanden, zoals de Conferentie van Berlijn (1884-1885), de Haagse Vredesconferenties (1899 en 1907), de Conferentie van Potsdam (1945) en de Bandungconferentie (1955). Nieuw opgerichte samenwerkingsverbanden waren onder andere de Volkenbond (1919) en de Verenigde Naties (1945), de NAVO (1949), de EGKS (1952) en de ASEAN (1967).

## Vakgebied
De discipline van geschiedenis van internationale betrekkingen bestudeert dit verleden van internationale contacten tussen staten; meestal gaat dit over de periode vanaf de negentiende eeuw. Hierbij is vaak een transnationale benadering van het verleden aanwezig.